# جيك ستيوارت (دراج)
جيك ستيوارت (بالإنجليزية: Jake Stewart) هو دراج بريطاني، ولد في 2 أكتوبر 1999 في كوفنتري في المملكة المتحدة.

## وصلات خارجية
- جيك ستيوارت على موقع الاتحاد الدولي للدراجات (الإنجليزية)
- جيك ستيوارت على موقع أرشيف الدراجات (الإنجليزية)
- جيك ستيوارت على موقع إحصائيات الدراجات الإحترافية (الإنجليزية)
- جيك ستيوارت على موقع نسبة الدراجات (الإنجليزية)